# Kein Feat. für Spastis
Kein Feat. für Spastis ist das erste Soloalbum des Düsseldorfer Rappers Al-Gear. Es erschien am 9. November 2012.

## Produktion
Die meisten Beats des Albums stammen von Firuz K (ebenfalls Blackline); dieser produzierte auch die Songs Von Anfang bis Ende, Alltag, Jeder kriegt was er verdient, Integration und Outro. Die Produktionen Back am Block, Der Vater eures Vaters, A Serbian Film und Blackline Soldier stammen von Synthphonic. Sceptikk steuerte die Instrumentals zu den Tracks Abstand Bruder, Taliban Time und Düsseldorf bei.

## Covergestaltung
Das Albumcover zeigt Al-Gear, der einen schwarzen Kapuzenpullover trägt und den Betrachter ansieht, wobei eine Hälfte seines Gesichts im Dunkeln verborgen bleibt. Am oberen Bildrand steht der weiße Schriftzug Blackline präsentiert und der Titel Kein Feat. für Spastis, ebenfalls in weiß, befindet sich im unteren Teil des Covers. In der Bildmitte steht der Künstlername Al•Gear.

## Veröffentlichung
Im Vorfeld des Erscheinens von Kein Feat. für Spastis veröffentlichte Al-Gear auf YouTube Musikvideos zu den Titeln Alltag, Von Anfang bis Ende, Düsseldorf und Integration sowie drei Infovideos. Das Album wurde im November 2012 über das Label Blackline Records veröffentlicht. Neben der Standard- erschien eine Limited-Edition inklusive T-Shirt und Poster. Nach Schwierigkeiten mit seinem Plattenlabel stellte Al-Gear das Album Ende Juni 2013 kurzfristig als kostenlosen Download zur Verfügung. Anfang 2014 erschien ein Video zu dem Lied Jeder kriegt was er verdient.

## Titelliste
| #  | Titel                        | Produzent   | Länge |
| -- | ---------------------------- | ----------- | ----- |
| 1  | Intro                        |             | 1:41  |
| 2  | Von Anfang bis Ende          | Firuz K     | 3:04  |
| 3  | Alltag                       | Firuz K     | 3:45  |
| 4  | Back am Block                | SynthPhonic | 3:25  |
| 5  | Abstans Bruder               | Sceptikk    | 2:49  |
| 6  | Skit (Monika macht minus)    |             | 1:16  |
| 7  | Der Vater eures Vaters       | SynthPhonic | 3:08  |
| 8  | Jeder kriegt was er verdient | Firuz K     | 4:31  |
| 9  | Taliban Time                 | Sceptikk    | 3:13  |
| 10 | Skit (Monika macht plus)     |             | 1:20  |
| 11 | Düsseldorf                   | Sceptikk    | 2:54  |
| 12 | Integration                  | Firuz K     | 4:17  |
| 13 | A Serbian Film               | SynthPhonic | 3:41  |
| 14 | Blackline Soldier            | SynthPhonic | 3:02  |
| 15 | Outro                        | Firuz K     | 1:47  |

## Chartplatzierungen
Kein Feat. für Spastis stieg am 25. November 2012 auf Platz 52 in die deutschen Charts ein und verließ die Top 100 eine Woche später wieder.